# Naperekor vsemu
Naperekor vsemu (in russo Наперекор всему?; in ucraino Наперекір усьому?, Naperekir us'omu) è un film del 1973, diretto da Jurij Illjenko. 

## Trama
Alla fine del XVIII secolo, gli abitanti di un petroso paese montano montenegrino sono stretti fra le potenze vicine, dalla repubblica di Venezia all'impero austro-ungarico, dalla Russia ai sempre minacciosi turchi ottomani.
Fra la popolazione imperversano la povertà, la fame e la peste, e il vladika locale, Petar, non si attira le simpatie di tutti, intento com'è ad impiegare manodopera e fondi per costruire una chiesa piuttosto che per venire incontro alle esigenze meno spirituali ma più pressanti della gente.
Ma Petar si è sempre proclamato patriota, e favorevole ad un Montenegro unito e sciolto dalle influenze dei potenti vicini. Quando giunge notizia che gli ottomani stanno avanzando e sono a pochi giorni di distanza dal paese, egli riesce ad armare la popolazione per far fronte al nemico. Riuniti gli uomini nella chiesa in costruzione, Petar si spoglia dell'abito talare, e, sfoggiata la corazza che indossava sotto di esso, guida i combattenti alla battaglia.